# Касеорг, Индрек
Индрек Касеорг (эст. Indrek Kaseorg; род. 16 декабря 1967, Тарту) — эстонский легкоатлет, специалист по многоборьям. Выступал за сборную Эстонии по лёгкой атлетике в 1993—2000 годах, серебряный призёр летней Универсиады в Буффало, обладатель серебряной медали Кубка Европы в командном зачёте, четырёхкратный чемпион Эстонии в десятиборье, участник двух летних Олимпийских игр.

## Биография
Индрек Касеорг родился 16 декабря 1967 года в городе Тарту Эстонской ССР.
Первого серьёзного успеха как спортсмен добился в 1991 году, став чемпионом Эстонии в десятиборье.
Впервые заявил о себе в лёгкой атлетике на международном уровне в сезоне 1993 года, когда вновь выиграл эстонское национальное первенство, вошёл в состав эстонской национальной сборной и побывал на летней Универсиаде в Буффало, откуда привёз награду серебряного достоинства, выигранную в десятиборье — уступил здесь только французу Себастьяну Левику. Позже выступил на чемпионате мира в Штутгарте, где с результатом в 7911 очко занял итоговое 12-е место.
В 1994 году был седьмым в семиборье на чемпионате Европы в помещении в Париже, закрыл двадцатку сильнейших в десятиборье на чемпионате Европы в Хельсинки.
В 1995 году стал пятым на Универсиаде в Фукуоке, с результатом в 8042 очка занял 11-е место на чемпионате мира в Гётеборге.
Благодаря череде удачных выступлений удостоился права защищать честь страны на летних Олимпийских играх 1996 года в Атланте, но без результата досрочно завершил здесь выступление в десятиборье.
В 1997 году на домашнем Кубке Европы по легкоатлетическим многоборьям в Таллине стал пятым в личном зачёте и помог своим соотечественникам выиграть серебряные медали мужского командного зачёта. На последовавшем чемпионате мира в Афинах с результатом в 8140 очков был одиннадцатым.
В 1998 году с личным рекордом в 6055 очков финишировал седьмым в семиборье на чемпионате Европы в помещении в Валенсии. На международных соревнованиях Hypo-Meeting в Австрии установил свой личный рекорд в десятиборье — 8179 очков.
На чемпионате мира 1999 года в Севилье занял 12-е место в десятиборье.
Находясь в числе лидеров легкоатлетической команды Эстонии, благополучно прошёл отбор на Олимпийские игры 2000 года в Сиднее — на сей раз набрал в сумме всех дисциплин десятиборья 7932 очка, расположившись в итоговом протоколе соревнований на 17-й строке.
После сиднейской Олимпиады Касеорг оставался действующим спортсменом ещё в течение одного олимпийского цикла, в 2001 и 2003 годах ещё дважды выигрывал эстонское национальное первенство в десятиборье, однако в крупных международных стартах больше участия не принимал.